# Liste der Biografien/Stot
Liste der Biografien |
Portal Biografien |
Personensuche
# |
A |
B |
C |
D |
E |
F |
G |
H |
I |
J |
K |
L |
M |
N |
O |
P |
Q |
R |
S |
T |
U |
V |
W |
X |
Y |
Z |
?
 
Sa |
Sb |
Sc |
Sd |
Se |
Sf |
Sg |
Sh |
Si |
Sj |
Sk |
Sl |
Sm |
Sn |
So |
Sp |
Sq |
Sr |
Ss |
St |
Su |
Sv |
Sw |
Sy |
Sz
 
Sta |
Ste |
Sth |
Sti |
Stj |
Stl |
Sto |
Str |
Sts |
Stt |
Stu |
Stv |
Stw |
Sty
 
Stoa |
Stob |
Stoc |
Stod |
Stoe |
Stof |
Stog |
Stoh |
Stoi |
Stoj |
Stok |
Stol |
Stom |
Ston |
Stoo |
Stop |
Stoq |
Stor |
Stos |
Stot |
Stou |
Stov |
Stow |
Stox |
Stoy |
Stoz
Die Liste der Biografien führt alle Personen auf, die in der deutschsprachigen Wikipedia einen Artikel haben. Dieses ist eine Teilliste mit 72 Einträgen von Personen, deren Namen mit den Buchstaben „Stot“ beginnt.

## Stot

### Stote
- Stöter, Burchard († 1528), deutscher Ordensgeistlicher

### Stoth
- Stothard, Charles Alfred (1786–1821), englischer Maler und Altertumsforscher
- Stothard, Hamish (1913–1997), britischer Mittelstreckenläufer
- Stothard, Lisa (* 1962), US-amerikanische Schauspielerin
- Stothard, Thomas (1755–1834), englischer Maler und Kupferstecher
- Stothart, Herbert (1885–1949), US-amerikanischer Komponist
- Stothert, Jean (* 1954), US-amerikanische Politikerin, Bürgermeisterin von Omaha
- Stothfang, Uwe (* 1937), deutscher Fußballspieler
- Stothfang, Walter (1902–1961), deutscher Ökonom im Reichsarbeitsministerium und persönlicher Referent von Fritz Sauckel

### Stotk
- Stotko, Thomas (* 1966), deutscher Politiker (SPD), MdL

### Stotm
- Stotmeister, Fritz (1927–2022), deutscher Unternehmer

### Stots
- Stotser, George R. (1935–2022), US-amerikanischer Offizier, Generalleutnant der US-Army

### Stott
- Stott, Alicia Boole (1860–1940), britische Mathematikerin
- Stott, Etienne (* 1979), britischer Kanute
- Stott, George (1835–1889), schottischer Missionar
- Stott, Jakob (* 1955), dänischer Manager und Vermögensberater
- Stott, John (1921–2011), britischer Theologe und Priester der Church of England
- Stott, Ken (* 1955), schottischer Film- und TheaterschauspielerKen Stott (* 1955)

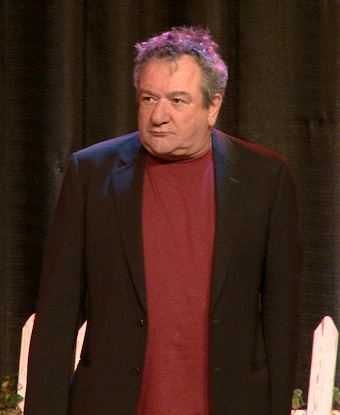
Ken Stott (* 1955)

- Stott, Nicole Passonno (* 1962), US-amerikanische Astronautin
- Stott, Peter A., britischer Klimaforscher und Hochschullehrer
- Stott, Rebecca (* 1964), britische Literaturwissenschaftlerin und Schriftstellerin
- Stott, Rebekah (* 1993), neuseeländische Fußballspielerin
- Stott, Tom (1899–1976), australischer Politiker, Sprecher des South Australian House of Assembly
- Stott, William (1857–1900), englischer Maler
- Stötter, Claus (* 1961), deutscher Jazztrompeter
- Stötter, Johann (* 1956), deutscher Geograph und Ordinarius an der Universität Innsbruck
- Stotter, Markus (* 1990), österreichischer Politiker (ÖVP), Mitglied des Bundesrates
- Stötter, Vinzenz (1922–1982), italienischer Politiker (Südtirol)
- Stöttinger, Barbara, österreichische Betriebswirtschaftlerin
- Stottmeister, Horst (* 1948), deutscher Ringer
- Stottmeister, Ulrich (* 1939), deutscher Chemiker
- Stöttner, Klaus (* 1963), deutscher Politiker (CSU), MdL

### Stotz
- Stotz, Albert (1815–1893), deutscher Gießereibesitzer
- Stotz, Alwin (1819–1870), Theaterschauspieler und Regisseur
- Stotz, August (1845–1908), deutscher Kunstschmied
- Stotz, Douglas F. (* 1956), US-amerikanischer Ornithologe
- Stotz, Eva (* 1979), deutsche Dokumentarfilmautorin, Regisseurin und Produzentin
- Stotz, Heinrich Otto (1810–1876), Theaterschauspieler und -intendant
- Stotz, Hugo (1869–1935), deutscher Erfinder und Unternehmer auf dem Gebiet der Elektrotechnik
- Stotz, Jakob (1899–1975), deutscher Handwerker, KPD-Mitglied und Anführer des Mössinger Generalstreiks
- Stotz, Karl (1927–2017), österreichischer Fußballspieler und -trainerKarl Stotz (1927–2017)

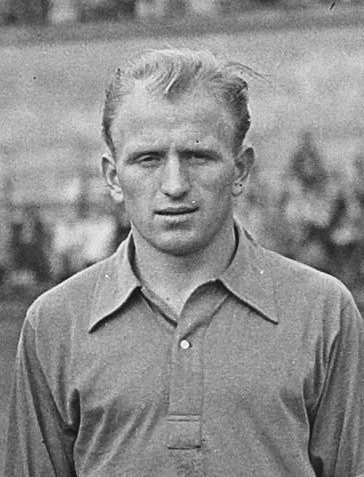
Karl Stotz (1927–2017)

- Stotz, Katrin (* 1966), deutsche Skirennläuferin
- Stotz, Marc (* 1988), Politiker (Die PARTEI) und ehemaliger deutscher Eishockeyspieler
- Stotz, Marcus (* 1975), deutscher Kameramann
- Stotz, Marlies (* 1959), deutsche Politikerin (SPD), MdL
- Stotz, Max (* 1912), österreichischer Pilot und Offizier der deutschen Wehrmacht
- Stotz, Paul (1850–1899), deutscher Erzgießer in Stuttgart
- Stotz, Peter (1942–2020), Schweizer Altphilologe
- Stotzas († 545), oströmischer Soldat und Rebell gegen Kaiser Justinian I.
- Stotzas der Jüngere († 546), Rebellenführer in Nordafrika
- Stötzel, August (1898–1963), deutscher Bergmann, Parteifunktionär (KPD/SED)
- Stötzel, Georg (* 1936), deutscher Germanist
- Stötzel, Gerhard (1835–1905), deutscher Politiker (Zentrum), MdR
- Stötzel, Jens (* 1973), deutscher Bürgermeister
- Stötzel, Julia, deutsche Unternehmerin, Investorin und Expertin für Investor Relations und digitale Unternehmenskommunikation
- Stötzel, Regina (* 1969), deutsche Journalistin
- Stötzel, Ulf (* 1939), deutscher Politiker (CDU) und Bürgermeister von Siegen
- Stötzel, Ulrich (* 1952), deutscher Organist und Dirigent
- Stotzem, Jacques (* 1959), belgischer Musiker
- Stötzer, Gabriele (* 1953), deutsche Schriftstellerin und KünstlerinGabriele Stötzer (* 1953)

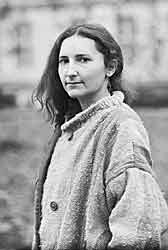
Gabriele Stötzer (* 1953)

- Stötzer, Ursula (1928–2018), deutsche Sprechwissenschaftlerin
- Stötzer, Utta (* 1940), deutsche Politikerin (SPD), MdA
- Stötzer, Werner (1931–2010), deutscher Bildhauer
- Stotzingen, Albrecht von (1864–1938), deutscher Adeliger und Politiker
- Stotzingen, Fidelis von (1871–1947), deutscher römisch-katholischer Geistlicher und Benediktiner
- Stotzingen, Roderich von (1822–1893), badischer Gutsbesitzer und Politiker
- Stotzingen, Ruprecht von († 1600), schwäbischer Adliger und österreichischer Beamter
- Stötzner, Christian (* 1967), deutscher Kantor, Organist und Kirchenmusikdirektor
- Stötzner, Ernst (* 1952), deutscher Schauspieler und Regisseur
- Stötzner, Heinrich Ernst (1832–1910), deutscher Pädagoge
- Stötzner, Siegfried (* 1951), deutscher Fußballtorwart
- Stötzner, Walther (1882–1965), deutscher Ethnograph und Forschungsreisender